# 第2戰鬥機中隊 (德意志帝國陸軍航空隊)
第2戰鬥機中隊，别称波爾克中隊（Jasta Boelcke），是第一次世界大戰中最著名的德意志帝國陸軍航空隊的飛行中隊之一。中隊的首任指揮官是偉大的空戰戰術家奧斯華·波爾克。

## 中隊的設立
作為第一支組建的戰鬥機中隊，第2戰鬥機中隊沒有母單位，因此沒有大規模人員可從現有的飛行中隊(Staffeln)轉移。該單位按照奧斯華·波爾克上尉的意向並作為其指揮官而創建，波爾克奉命從東南戰區視察旅行中返回指揮第2戰鬥機中隊，中隊於1916年8月10日在法國貝當古成立。成軍後配屬到德國陸軍第一集團軍。並於當月返回西線戰場。
馬克斯·英麥曼於1916年6月18日因飛機失事意外而陣亡後，德皇威廉二世下令波爾克禁飛一個月以避免英麥曼之後再在作戰中失去他。波爾克與英麥曼早已成為德國公眾眼中的重要英雄，而且波爾克更是空戰戰術的權威，德軍不能容許他冒險。 因此給予他文職工作或到中東進行訪問之間選擇，6月27日波爾克在杜歐蒙擊落1架紐波特11戰鬥機，並隨即到德軍總部報到。波爾克與德軍主理航空的高層詳細分享他的專業知識。在1916年中期德意志帝國陸軍的帝國飛行隊(Fliegertruppen des deutschen Kaiserreiches)改組成德意志帝國陸軍航空隊; 這次空軍的重組是受到波爾克的啟發。在這個時候波爾克編纂他的空中戰術守則，他還分享了創設戰鬥機飛行編隊和組織戰鬥機中隊上的見解。 波爾克被送到巴爾幹地區訪問期間收到從帝國陸軍航空隊司令赫尔曼·冯·德·列特-汤姆森將軍的電報，任命他創建和指揮第一支戰鬥機部隊──第2普魯士皇家戰鬥機中隊。波爾克獲准自己去挑擇飛行員來組建中隊。 他的第一批人選包括紅男爵-里希特霍芬、歐文·柏姆與漢斯·賴曼(Hans Reimann)等。

## 主要的軍事行動

### 1916年
1916年8月30日波爾克被正式任命為指揮官。第2中隊利用韋呂的第32野戰飛行中隊FFA32騰出空的營房作為基地。羽翼未豐的中隊只有三名軍官和六十四名其他各階級的士兵，但一架飛機也沒有。
第一架飛機於9月1日抵達; 到9月8日中隊兵力一共有兩架福克D.IIIs和一架信天翁D.I和八名飛行員，其中包括曼弗雷德·馮·里希特霍芬、歐文·柏姆與奧托·霍納(Otto Höhne)等。三天過後歐文·柏姆注意到他需要爭取獲准使用廢棄的哈爾武裝偵察機，因為波爾克已經有一架福克; 另外四架飛機似乎中隊裡已經有其他人佔用。. 9月16日波爾克的新中隊收到五架新的信天翁D.Is給飛行員和改良的信天翁D.II給指揮官。 奧托·霍納(Otto Höhne)中尉駕駛信天翁D.Is於當晚單獨飛行，成功迫降一架英軍F.E.2b並捕獲飛行員，成為第一位用新型機擊落敵機的中隊飛行員。波爾克迅速把新收到的戰鬥機投入到有史以來第一支戰鬥機部隊的首次空戰中，並努力取得當地的空中優勢。9月17日13時，波爾克和他的5名飛行員升空截擊了英軍對馬爾寬火車站的轟炸。波爾克袖手旁觀他的5名年輕飛行員在較高高度對英軍14架飛機編隊發動突襲，將其編隊撕破，擊落了兩架飛機 - 一架是紅男爵-里希特霍芬的首次空戰勝利，另一架被歐文·柏姆擊落。而波爾克自己又擊落了一架。
1916年9月，波爾克在第2戰鬥機中隊的首個月的空戰中擊落了10架英國皇家飛行隊的飛機。他會在早上獨自執行任務，然後回到他暱稱為"幼童軍"的新手飛行員然後進行下午的訓練。 然而，對比波爾克單獨飛行狩獵敵機的風格，他的飛行員們總是有紀律地編隊飛行執行任務，他以自己的戰術守則反復演練他們。波爾克戰術守則是著名的作戰守則，是第一份有系統分析空戰戰術的守則，一直到第二次世界大戰仍然適用。波爾克的看法最好用他自己的話說: "當小隊(Staffel)進入交戰時一切都取決於緊密的飛行編隊。只要小隊(Staffel)贏得空戰，誰真正取得戰果並不重要。"他不僅向自己的"幼童軍"鼓吹這一教條，而且向整個德意志帝國陸軍航空隊勸誘改變。他寫下他的想法，並親自把隨筆戰術綱領送到其他機場。因此，第2戰鬥機中隊成為戰鬥機飛行戰術的發源地。
1916年10月28日，波爾克的信天翁D.II在與英軍飛機纏鬥時，與歐文·柏姆少尉的信天翁D.I意外碰撞後墜毀而陣亡。有10架擊墜記錄的王牌飛行員斯特凡·基爾邁爾中尉被任命為新指揮官。基爾邁爾的指揮是短暫的; 11月22日，他與英國皇家飛行隊第24中隊交戰後喪生。一星期後第19戰鬥機中隊指揮官法蘭茲·沃茨上尉調任為新指揮官。第2戰鬥機中隊於12月17日更名為波爾克中隊，以紀念他們的第一任指揮官。

### 1917年
中隊的第100次擊墜記錄是在1917年2月達成，然後中隊於3月14日抵達阿圖瓦地區普龍維爾後不久，遷往埃斯瓦爾。指揮官法蘭茲·沃茨上尉於同年6月調往第34戰鬥機中隊，新指揮官由第6戰鬥機中隊的弗里茨·奧托·伯納特出任。 

### 1918

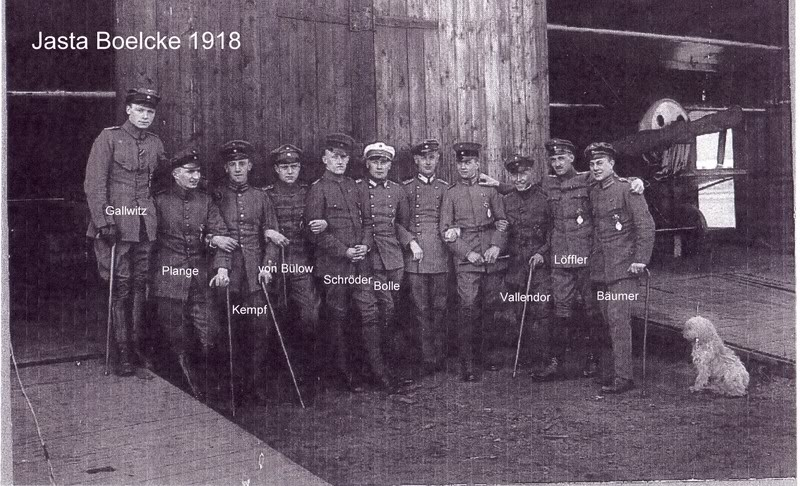
飛行員的合影(1918年)。保羅·博伊默爾在最右邊

1918年2月，在聯隊指揮官布鲁诺·勒尔策的指揮下，第2戰鬥機中隊成為新的皇家普魯士第3戰鬥機聯隊的一部分。
第2戰鬥機中隊成為擊落敵機戰績第二高的戰鬥機單位，僅次於第11戰鬥機中隊; 以誕生了25位王牌飛行員結束戰爭，共擊落336架敵機及只有44位人員傷亡; 31人死亡，9人受傷，2名成為戰俘和2人死於事故。
第2戰鬥機中隊的標記通常是黑白飛機尾翼，飛機頂部和底部一側為黑色，另一側為白色。

## 歷任指揮官 (Staffelführer)
1. 奧斯華·波爾克上尉（1916年8月27日至9月22日）
2. 甘瑟·費維格中尉 (代理)（1916年9月22日至9月23日）
3. 奧斯華·波爾克上尉（1916年9月23日至1916年10月28日）
4. 斯特凡·基爾邁爾（英语：Stefan Kirmaier）中尉（1916年10月30日至11月22日）
5. 卡爾·博登沙茨（英语：Karl Bodenschatz）中尉 (代理)（1916年11月22日至11月29日）
6. 法蘭茲·沃茨（英语：Franz Walz）上尉（1916年11月29日至1917年6月9日）
7. 弗里茨·奧托·伯納特（英语：Fritz Otto Bernert）中尉（1917年6月9日至6月28日）
8. 奧托·亨辛格少尉 (代理)（1917年6月28日至6月29日）
9. 弗里茨·奧托·伯納特（英语：Fritz Otto Bernert）中尉（1917年6月29日至8月18日）
10. 歐文·柏姆（英语：Erwin Böhme）少尉（1917年8月18日至11月29日）
11. 埃伯哈德Fr·馮·古登堡少尉 (代理)（1917年11月29日至12月13日）
12. 華特·馮·比洛夫-博特坎普（英语：Walter von Bülow-Bothkamp）少尉（1917年12月13日至1918年1月6日）
13. 馬克斯·里特·馮·梅拿（英语：Max Ritter von Müller）少尉 (代理)（1918年1月6日至1月9日）
14. 西奧多·卡曼少尉 (代理)（1918年1月9日至1月26日）
15. 奧托·霍納少尉（1918年1月26日至2月20日）
16. 卡爾·博勒（英语：Karl Bolle）少尉（1918年2月20日至9月4日）
17. 奧托·洛夫勒少尉 (代理)（1918年9月4日至9月18日）
18. 卡爾·博勒（英语：Karl Bolle）中尉（1918年9月18日至中隊解散）

## 中隊著名的人員
總計25位王牌飛行員曾經在第2戰鬥機中隊執勤。除上述歷任指揮官外，還包括以下知名人員: 
1. 保羅·博伊默爾（英语：Paul Bäumer）
2. 維爾納·福斯（英语：Werner Voss）
3. 恩斯特·鮑曼（英语：Ernst Bormann）
4. 曼弗雷德·馮·里希特霍芬
5. 赫爾曼·弗洛姆赫茲（英语：Hermann Frommherz）
6. 卡爾·加爾維茨（英语：Karl Gallwitz）
7. 漢斯·伊梅爾曼（英语：Hans Imelmann）
8. 利奧波德·賴曼（英语：Leopold Reimann）
9. 阿道夫·馮·圖切克（英语：Adolf von Tutschek）
10. 迪特·科林（英语：Dieter Collin）
11. 葛哈·巴辛格（英语：Gerhard Bassenge）
12. 赫爾曼·瓦倫多（英语：Hermann Vallendor）